# 小行星5903
小行星5903（英語：5903）是一颗围绕太阳公转的小行星。1989年1月6日，上田清二、金田宏在钏路市发现了此天体。
这颗小行星的绝对星等为94.62386等。